# 高士佛紫金牛
高士佛紫金牛（學名：Ardisia kusukuensis）为报春花科紫金牛屬下的一个种。為台灣特有種，分布於台東大武至恆春半島，在1912年時被早田文藏與佐佐木舜一採獲。

## 分類爭議
該物種長期以來被認為與朱砂根Ardisia crenata Sims同種。然而，該物種幼枝的柔毛、葉子的下表面和花序與其有別。

## 扩展阅读
- 維基物種上的相關：高士佛紫金牛